# Mircea Coloșenco
Mircea Coloșenco (n. 3 iunie 1938, Căinari, Tighina - 10 august 2024, București) a fost un critic literar, editor și bibliograf român.

## Viața
Mircea Coloșenco s-a născut pe data de 3 iunie 1938 în satul Cârnățenii-Noi, comuna Căinari, județul Tighina, Basarabia.
Tatăl, Petre Coloșenco (29 iunie 1908 – 17 martie 1966), absolvent al Școlii Normale „Mihai Viteazul” din Chișinău (1927) și al cursurilor de scurtă durată ale Institutului Superior Pedagogic „Maxim Gorki” din București, specialitatea Limba rusă (1957), a fost învățător de limba română în localitățile Hârtop Hasan și Cârnățenii-Noi, din comuna Căinari (1927-1944], Bacani, județul Tutova (1945-1949), și profesor de limba rusă în diferite școli generale și licee din Bârlad (1949-1966). În timpul celui de-al Doilea Război Mondial, a fost sergent T.R. de manutanță (februarie 1944 – mai 1945), într-un regiment din Galați al Armatei Române, decorat cu Meritul Militar cl.III, pe Frontul de Vest. Părinții acestuia, Serghei Coloșenco și Lidia (născută Crisicova), de loc din regiunea Harcov – Ucraina, au fost cantonieri de cale ferată, stabiliți în Căinari (1907). În cele două sate basarabene în care a fost învățător, tatăl a ridicat cu concursul sătenilor clădirile de școală, înființând cămine culturale, dotate cu biblioteci și aparate de radio, la care era ascultată duminica slujba religioasă transmisă de la Patriarhia Română din București, iar, în restul săptămânii, programele postului național. Unicul său frate, Vladimir Coloșenco, absolvent de gimnaziu comercial, a executat o condamnare politică de opt ani într-un lagăr sovietic la gurile fluviului Ienisei, în Siberia (1940-1948), după care a rămas în Basarabia până la finele vieții. Alte două surori, stabilite în Bârlad, au fost muncitoare. A fost membru al Partidului Social-Democrat din România (1945-1948).
Mama, Natalia Coloșenco (Desghinjeni – Tighina, 1 decembrie 1906 – 18 septembrie 1988, Bârlad), absolventă a Școlii Normale Eparhiale din Chișinău (1927), a fost învățătoare de limba română în localitățile Puhoi, Hârtop Hasan și Cârnățenii Noi, în Basarabia (1927-1944), Lăpugiul de Sus, județul Hunedoara, în Transilvania, Peșteana-Vulcan, județul Gorj, în Oltenia, Bacani și Bârlad (1944-1962). 
Familia a fost evacuată din Basarabia într-un refugiu restrictiv, în martie 1944, în județele Argeș, Hunedoara, Gorj și Tutova.
Mircea Coloșenco a urmat cursurile școlii primare în comuna Bacani, județul Tutova (1945-1949), continuându-le pe cele elementare și liceale în Bârlad (Școala nr. 4, 1949-1952); Școala Medie Tehnică de Mecanică, 1952-1954; Colegiul Național „Gh. Roșca Codreanu”, 1954-1956, iar cele superioare, la Iași (Universitatea „Al. I. Cuza”, Facultatea de filologie, Secția Limba și literatura română, 1960-1965). I-au fost învățători părinții, iar, dintre profesorii de liceu și universitate, i-a avut ca mentori pe Vasile Dumitrache și Gheorghe Gâlcă, la Bârlad, și Gh. Agavriloaie, Al. Andriescu, Constantin Ciopraga, Al. Husar și Gavril Istrati, la Iași. A trecut examenul de stat/licență cu teza „Limba și stilul scrisorilor lui Nicolae Bălcescu”, iar examenul de definitivat în învățământ l-a luat la 1 august 1968.
A absolvit cursurile de regie teatru (clasa Tiberiu Penția, din Bârlad) ale Școlii Populare de Artă din Iași (1968) și de biblioteconomie ale Bibliotecii Centrale de Stat din București (1969), ca bibliograf. A fost căsătorit cu arhitectul și pictorul Viorica-Elena (născută Luca, în București, 5 aprilie 1941 – 20 iulie 1994). 
Este stabilit în București din 1973. Membru al Fundației „Speranța, pentru cinstirea memoriei eroilor neamului” (1990), al „Asociației ex-libris” din Oradea (1995) și al „Academiei Bârlădene” (1997).
A avut o activitate socio-profesională diversă: controlor tehnic de calitate la Fabrica de Rulmenți din Bârlad (1 octombrie 1956 – 15 mai 1957; 1 noiembrie 1959 – 30 septembrie 1960), profesor de limba și literatura română la Școala generală Tutova – Vaslui (1 septembrie 1965 – 31 octombrie 1968), director de cămin cultural în aceeași localitate (1965-1966) și profesor de literatură universală la Colegiul Național „Gh. Roșca Codreanu” din Bârlad (1968-1969). A fost apoi bibliograf la Biblioteca municipală „Stroe S. Belloescu” din Bârlad (1 noiembrie 1968 – 31 mai 1969), redactor de rubrică culturală și social-cetățenească la ziarul „Vremea Nouă” din Vaslui] (1 iunie 1969 – 15 noiembrie 1973), corector la Întreprinderea poligrafică „Informația” din București (15 noiembrie 1973 – 15 noiembrie 1974, inspector cultural-sportiv la Cooperativa meșteșugărească „Electrobobinajul” din București (15 noiembrie 1974 – 10 septembrie 1975). 
A devenit șef birou personal-învățământ-administrativ la cooperativele meșteșugărești „Tehnica Sticlei” (10 septembrie 1975 – 20 septembrie 1982) și „Constructorul” din București (20 septembrie 1982 – 9 martie 1985), inspector învățământ la Cooperativa meșteșugărească de invalizi „Metalica” din București (9 martie 1985 – 17 decembrie 1990), muzeograf principal la Muzeul Literaturii Române din București (17 decembrie 1990 – 15 februarie 1993). A fost din nou profesor de limba și literatura română la Liceul de aviație „Henri Coandă” din București (septembrie 1991 – iunie 1992), apoi referent de specialitate și consilier la Direcția Muzee și Colecții, resortul „case memoriale/memorialistică”, a Ministerului Culturii (15 februarie 1993 – 15 iulie 1998). 
S-a pensionat la 15 iulie 1998. După pensionare, și-a reluat activitatea didactică ca profesor de limba și literatura română, cumulard la Grupul Școlar „Constantin Brâncuși” din București (octombrie 1998 – septembrie 1999) și la Colegiul Național „I. L. Caragiale” din București (septembrie 1999 – septembrie 2001). Colaborări la Radio și Televiziunea română.

## Acțiuni, lucrări, bibliografie

#### Activitate didactică
Limba română. Manual pentru anul I Școli profesionale (1968); Structura stilistică a dialogului în balada populară românească, în Școala bârlădeană, iunie 1969, Bârlad, p. 95-97; Îmbinarea principiilor pedagogice cu cele structuraliste în predarea limbii române în școala generală, în Școala bârlădeană, iunie 1970, p.39-49, și în Convorbiri didactice, Bacău, 7, 1998;

#### Bibliografii
Bibliografia periodicelor apărute în fostele județe Tutova, Covurlui și Vaslui (manuscris, 1969);

#### Ca ziarist
Articole/anchete/știri etc. care însumează preocupări ale surprinderii cotidiene, fie culturale desfășurate în localitățile actualului județ Vaslui (cămine culturale, case de cultură, biblioteci publice, școli de toate gradele, concursuri și festivaluri artistice etc.), fie social-cetățenești, între iunie 1969 – mai 1973, publicate în paginile ziarului „Vremea nouă” din Vaslui, realizate ca reporter/redactor. Pseudonime folosite: Miron Coldumir, M. Cenușă, M. Constantin, C. Mircea și altele cu inițialele M.C./C.M.

#### Publicistică
Studii/memorii/recenzii/documentare/comunicări care cuprind o arie largă de teme de istorie a literaturii și culturii române, în scopul dezvăluirii de aspecte inedite ale spiritualității naționale și universale, apărute în periodice din țară și străinătate: „Academica”, „Jurnalul literar”, „Literatorul”, „Luceafărul”, „Manuscriptum”, „Revista Cultului Mozaic/Renașterea evreiască”, „Revista de istorie și teorie literară”, „Revue Roumaine”, „Viața românească” (București); „Ateneu”; „Convorbiri didactice”, „Deșteptarea”, „Fântâna Blanduziei”, „Vitraliu” (Bacău); „Academia bârlădeană” (Bârlad); „Hiperion” (Botoșani); „Steaua” (Cluj); „Convorbiri literare”, „Dacia literară” (Iași); „Căminul românesc” (Geneva - Elveția); „Minimum” (Tel Aviv - Israel). Realizator al emisiunii „Lumea cărților” la T.V. Sigma București.

#### În muzee
Participări directe la întemeierea caselor memoriale Ion Minulescu și Liviu Rebreanu din București (1992), ca muzeograf, precum și la coordonarea acțiunilor memoriale a muzeelor din țară, în funcțiile de referent și de consilier al Direcției Muzeelor și Colecțiilor a Ministerului Culturii (1993-1998), respectiv la înființarea, restaurarea și conservarea caselor memoriale, la organizarea de sesiuni/colocvii/mese rotunde pe teme de specialitate etc., susținând comunicări/expuneri, unele fiind publicate în anuarele muzeelor ori în „Revista muzeelor”.

#### Premii
- pentru ediția critică Ion Barbu. Opere (vol.1-2, 2000), premiul „Bogdan Petriceicu Hasdeu” al Academiei Române[necesită citare]
- pentru ediția critică Nichita Stănescu. Opere (vol.1-6, 2003-2005), premii din partea Ministerului Culturii și Cultelor, a Festivalului Internațional de Poezie „Nichita Stănescu” din Ploiești, a revistei „Convorbiri literare” din Iași.[necesită citare]

#### Alte oportunități
Membru al Asociației Foștilor Deținuți Politici din România. Membru al Uniunii Scriitorilor din ianuarie 2007.

### Cărți de autor
- Mircea Coloșenco. Ion Barbu – Dan Barbilian. Biografie documentară. (1564-1925). Editura Minerva. București, 1989. Bibliografie, p.259-277. Arbore genealogic alcătuit de arh. Viorica-Elena Coloșenco, p.278-279. /303 p./

Cartea este structurată în trei părți: Străbunii (p.7-68), Părinții (p.69-98) și Tinerețea lui Ion Barbu – Dan Barbilian (p.99-257). Sunt incluse cca. 1300 nume de persoane (rude, profesori, colegi etc.), fiind enunțate toate creațiile sale poetice/matematice/de altă natură, extrase din manuscrise, tipărituri, informații orale, aflate în arhive, muzee, colecții de stat/private.
- Mircea Coloșenco. Climate. Versuri. Coperta: arh. Viorica-Elena Coloșenco (5 aprilie 1941-20 iulie 1994). Portretul autorului: Nicolae Hilohi. Editura Sfera. Bârlad, 2002. Exemplarele acestei ediții sunt semnate de autor și nu au fost puse în comerț. /68 p./

Cartea cuprinde trei cicluri: Catrene (p.9-33), Rondeluri (p.35-46) și Sonete (p.4-65);
- Mircea Coloșenco. Nicolae Labiș. (1935-1956). Biobibliografie. Coperta: Mihai Zgondoiu. Editura Fundației Culturale Libra. București, 2005. /242 p./;

După Cuvânt înainte (p. 7-8) și Cronologie (p. 9-18), cartea este secționată în două părți: Opera (p. 19-129) și Contribuții critice (p. 131-218), formate din 1155 de titluri. Astfel, Opera poetului este divizată în ediții în limba română (1-34), în alte limbi (35-56), poezii (59-416), publicistică-proză-dramaturgie (417-445), manuscrise inedite din Fondul Nicolae Labiș. Suceava (446-493), culegeri de folclor (494-525), traduceri de autor/din operă (526-583), corespondență (584-620), iar contribuțiile critice în: volume (621-641), periodice (642-1128), manifestări culturale (1129-1155), la care este adăugat un capitol de iconografie, altul de repere critice, precum și bibliografia publicațiilor consultate, indicii de volume/poezii, nume de persoane.
Este prima lucrare de acest fel întocmită pentru Nicolae Labiș.
- Marilena Donea. George Bacovia. Biobibliografie. 1971-2001. Cu o prefață de prof. Gabriel Ștrempel, membru de onoare al Academiei Române. Addenda: Mircea Coloșenco. Concepția grafică și coperta: Ilie Boca. Editura Corgal Press. Bacău. 2001. /480 p./;

Addenda referințe necuprinse în biobibliografiile dinaintea anului 1971, respectiv pozițiile 2344-2423.
- Mircea Coloșenco. Șapte poeți clasici români. (Cronologii literare): Anton Pann, M. Eminescu, Al. Macedonski, G. Bacovia, Ion Barbu, Nicolae Labiș, Nichita Stănescu. Lector: Serghei Coloșenco. Coperta, culegere și tehnoredactare: Bogdan Artene. Editura Fundația Culturală Libra, București, 2006. /238 p./

### Ediții alcătuite, prefațate, postfațate

#### Alexandru Alexianu
- Istoria poeziei române de la 1570 la 1830. Ediție îngrijită de Mircea Coloșenco și Laurențiu Avram. Prefață de I. C. Chițimia. Studii introductive: Mircea Coloșenco, Laurențiu Avram. Coperta colecției și a cărții: Pavel Botezatu. Foto: Migo Caranfilian. Antologie. Vol. I (1570-1710, p.1-137). Vol. II (1710-1768, p.5-136). Editura Porto-Franco. Galați, 1993. Bibliografia lui Alexandru Alexianu de Mircea Coloșenco (vol.II, p.131-136). Ilustrații (vol.II, 8 p. nenumerotate între p.128-129).

Ediția a fost scoasă împreună cu Muzeul Literaturii Române din București, care este co-editor, fiind deținătorul manuscrisului cărții. Al. Alexianu (21 martie 1914 – 29 octombrie 1974) este un fin exeget al artei poetice vechi românești, un erudit al istoriei feudale naționale, bun prieten cu Arșavir Acterian și Barbu Brezianu. Continuarea ediției a fost abandonată din pricina decesului directorului editurii gălățene – Radu Dorin Mihăescu.
- Istoria poeziei culte românești. 1570-1830. Ediție alcătuită de Mircea Coloșenco. Cuvânt de prețuire de I. C. Chițimia. Coperta de Lucian Popa. Vol. 1-4 (480+495+494+498 p.). Editura Majadahonda. București. 2001. Ilustrații (vol.1, p.447-478). Bibliografie (vol.4, p.473-495).

Ediția, stipendiată de Radu Alexianu, fiul autorului, conține, în primele două volume, într-o Predoslovie și o Introducere principiile unui enciclopedist/erudit asupra cărții sale, după care, în cinci capitole le dezvoltă: Concepție și viziune / Evoluție / Creația / Expresia / Polivalența poeziei culte. Apoi, cele aproape trei veacuri de veche poezie cultă românească sunt defalcate în cinci părți: I – poezia sacră religioasă / poezia eclesiastică sacerdotală / poezia hieratică voievodală / poezia de inscripție heraldică / poezia de prezentare a tipăriturilor / poezia de inscripție murală / poezia de parenetică sacrală; II – poezia profană de meditație / poezia profană parenetică / poezia profană epică; III – poezia profană modernă; IV – originalitate și înrâuriri streine; V – meșteșugul versificației în trecut. Ultimele două volume cuprind o antologie comentată a întregului material documentar pe baza căruia a fost realizată această istorie: vol. III, 1570-1795; vol.IV, 1796-1830.
În timpul alcătuirii ediției, au fost coroborate manuscrisele olografe ale autorului cu varianta dactilografiată, iar în cazul unor dubii, cu tipăriturile și manuscrisele din colecțiile Bibliotecii Academiei Române, Bibliotecii Naționale din București. De menționat faptul că dactilografierea s-a făcut din inițiativa lui Eugen Barbu și pe banii lui. Bibliografia se încheie cu litera S.

#### George Bacovia
- Opere. Poezii. Proză. Publicistică. Corespondență. Destăinuiri. Grafică. Ediție alcătuită de Mircea Coloșenco. Introducere de Eugen Simion. Coperta. Podalv. Academia Română. Fundația Națională pentru Știință și Artă. Colecția „Opere fundamentale”. Editura Univers Enciclopedic. București. 2001. Bibliografie (p.927-960). /LXV+1014 p./

Ediție bibliofilă, critică și exhaustivă, cât privește creația literară și, parțial, grafica: p.1-520 + 521-535 (34 reproduceri). Addenda cuprinde: apocrife/incerte (23 schițe/povestiri și o poezie, p.539-612), autografe (p.613-614), dedicații (p.615-622), acte și documente de arhivă private și oficiale (p.623-678, în nr. de 89), iconografie (14 foto de familie, p.679-983).
Aparatul critic conține: cronologie (p.XXXIII-LXII, între anii 1481-1981), note-variante-comentarii  (p.685-926, inclusiv descrierea celor 15 caiete/seturi de manuscrise olografe ale poetului și a volumelor princeps, fiind puse în evidență sute de variante din ms. și din cca. 100 de publicații la care a colaborat).
Față de ediția critică precedentă (Editura Minerva, 1978), au fost adiționate 17 poezii inedite, corectate după textul olograf poeziile din vol. Stanțe și versete (1971, realizat între 1949-1954), renunțându-se la dihotomia artificială antum/postum, întrucât opera unui scriitor are continuitate de creație în genealogia ei.
Ediția are aspect global, însumând întreaga creație literară și non-literară, în condiții grafice excelente, pe hârtie japoneză.
- Lacustră. Ediție bibliofilă alcătuită de Mircea Coloșenco. Colecția „Manuscriptum”. Editura Muzeul Literaturii Române. București, 2001. Postfață de Mircea Coloșenco. Autoportret: George Bacovia. /48 p./

Reproducere anastatică a 31 de poezii de pe manuscrisele olografe ale poetului și a unei Autobiografii (1937).
- Opera poetică. Ediție alcătuită de Mircea Coloșenco. Colecția „Poesis”. Editura Cartier. Chișinău, 2005. /265 p./

Reproduce textul poeziilor din vol. Opere, Editura Univers Enciclopedic. București, 2001. /p.1-331/.

#### Ion Barbu
- Versuri și proză. Antologie, prefață, tabel cronologic și bibliografie de Mircea Coloșenco. Coperta de Radu Dorin Mihăescu. Editura „Porto-Franco”. Galați. Muzeul Literaturii Române. București. Colecția „Biblioteca școlarului”. 9. Aprecieri critice. /120 p./.

Conține o selecție de poezii din vol. Joc secund (1930), din periodice și proză literară și critică, unele dintre ele inedite.
- Poeme. Antologie, text stabilit și aparat critic de Mircea Coloșenco. Colecția „Biblioteca școlară”. Portretul poetului de I. Tănăsescu (1931). Editura Saeculum I. O. București. 1997. /191 p./.

Conține: poemul După melci (1921), vol. Joc secund (1930), poeme din periodice (1919-1947), interviuri-eseuri-profiluri-corespondență, aprecieri critice (de la 21 exegeți), comentariu literar de M.C. la poema Riga Crypto și lapona Enigel (1924), bibliografie selectivă.
- Opere. I. După melci. Joc secund. Prefața, stabilirea textului și aparatul critic de Mircea Coloșenco. Grafica și coperta: Octavian Bour. Portretul poetului (foto). Editura „Echinox”. Cluj-Napoca. 1997. /XXV+276 p.: Prefața, IX-XV; Lămuriri asupra ediției, XVI-XXV; Poezii, 1-112; Note. Comentarii. Variante, 113-227; Glosar, 229-256; Bibliografie, 257-273; II. Versuri parnasiene și de circumstanță, autografe, laude și satire amicale. Prefața, stabilirea textelor și aparatul critic de Mircea Coloșenco. Grafica și coperta: Octavian Bour. Portretul poetului (foto). Editura „Echinox”. Cluj-Napoca. 1999. /544 p.: Prefața, Lămuriri asupra ediției, VII+XIV; Poezii, 1-236; Note. Variante. Comentarii, 237-430; Glosar, 431-501; Bibliografie (456 titluri), 503-535/.

Ediție critică încheiată brusc prin decesul directorului editurii, deosebitul om de cultură Marian Papahagi.
- Opere. I. Versuri. Ediție alcătuită de M. Coloșenco. Prefață de Eugen Simion. Coperta: Podalv. Academia Română. Fundația Națională pentru Știință și Artă. Colecția „Opere fundamentale”. Editura „Univers Enciclopedic”. București. 2000. /1152 p.: Prefața, V-LIV; Cronologie, LV; Nota asupra ediției, LXXXI-XCVI; După melci, 1-15; Joc secund, 17-114; Versuri parnasiene, 115-201; Versuri de circumstanță, 203-312; Autografe oferite, 313-322; Traduceri (Rainer Maria Rilke, Omar Khayyam, Charles Baudelaire, François Maynard, Ernst August Weiss, William Shakespeare), 323-411, Addenda. Satire și laude amicale (Dedicații în versuri, Versuri cu dedicație), Autografe primite, 413-464; Note și variante. Comentarii, 465-925; Glosar, 927-1063; Bibliografie, 1065-1127; Indice poezii după titlu, primul  vers, 1129-1143/; II. Proză. 2000. /VI+1285 p.: Nota asupra ediției, V-VI; Partea întâi. Proză de idei (I. Considerații teoretice de critică și istorie literară; II. Declarații literare; III. Portrete; IV. Receptări și repere în filosofia științei; V. Atitudini politice. VI. Jurnal de creație, 1944-1959; VII. Diverse), 1-539; Partea a doua. Epistole (I. Scrisori private și oficiale trimise, 1917-1961; II. Scrisori private și oficiale primite, 1895-1961; III. Scrisori de familie, 1894-1939), 441-1141; Note și comentarii, 1143-1258; Bibliografie, 1259-1274; Indice de corespondenți, 1275-1279/.

Ediție bibliofilă și critică. Este inclusă ediția de la „Echinox”, revizuită și completată. Cele două supracoperte reproduc foto-portrete ale poetului din tinerețe și de la senectute.
- Opera poetică. Text stabilit de Mircea Coloșenco. Colecția „Poesis”. Editura „Cartier”. Chișinău. 2002. I. După melci. Joc secund. /93 p./; II. Versuri parnasiene. Versuri de circumstanță. /175/.

#### Dimitrie Cantemir
- Istoria ieroglifică. Traducere și adaptare în română de Horia Stoicanu. Prefață de Mircea Coloșenco. Coperta: Horia Stoicanu. Editura Alma-Tip. București. 2001. /445 p./.

#### Ion Creangă
- Povești. Vol. I. Prefață, note bibliografice, indice cronologic și bibliografie de Mircea Coloșenco. Texte stabilite de Laurențiu Avram, Mircea Coloșenco, Brândușa Mihăescu, Sande Vârjoghe. Coperta de Liliana Negoescu. Volumul reproduce textul ediției princeps din 1890. Colecția „Biblioteca Școlarului”. 2. Editura „Porto-Franco”. Galați. Muzeul Literaturii Române. București. 1991. /166 p./; vol. II. Amintiri din copilărie. Anecdote. Poezii. Prefață, note bibliografice, bibliografie selectivă, referințe critice de Mircea Coloșenco. Texte stabilite de Laurențiu Avram, Mircea Coloșenco. Brândușa Mihăescu, Sande Vârjoghe. Volum reproduce textul ediției princeps din 1892. Colecția „Biblioteca școlarului”. 13. Editura „Porto-Franco”. Galați. Muzeul Literaturii Române. București. 1992. /101 p./. vol. III. Alte povești și poezii. Publicistică. Corespondență. Antologie, prefață și note bibliografice de Mircea Coloșenco. Tălmăcirea cuvintelor mai neobișnuite, după Al. Vasiliu și G.T. Kirileanu. Texte stabilite de Laurențiu Avram, Mircea Coloșenco, Brândușa Mihăescu, Sande Vârjoghe. Coperta de Mariana David. Editura „Porto-Franco”. Galați. Muzeul Literaturii Române. București. 1993. Colecția „Biblioteca școlară”. 30. /102 p./.

#### Mihai Eminescu
- Decebal. Teatru patetic. Prefața, stabilirea textului și aparatul critic de Mircea Coloșenco. Un secol și jumătate de la nașterea poetului universal. Editura „Sfera”. XV.I.MM. Bârlad. /61 p./.

Ediție compozită, structurată în cinci secvențe: Prolog, Actele, I-III, Epilog, din două lucrări dramatice independente – Decebal și Pacea pământului vine s-o ceară – și 24 texte aferente/replici răzlețe, extrase din ediția-matrice Opere. VIII. Teatrul original și tradus. Traducerile de proză literară. Dicționarul de rime. Editura Academiei Române. 1988, p.35-68, 1087-1091.
- Poezii. Ediție alcătuită de Mircea Coloșenco. Editura „Opera Magna”. Iași, 2005. /373 p.: Prefața Eminescu și generația de astăzi de Nicolae Iorga, V-VII; Cronologia operei literare, IX-XIV; Notă asupra ediției, XV-XVI; Poezii, 1-177; Note. Variante. Comentarii, 179-314; Bibliografie selectivă, 315-366; Indici poezii după titlu/primul vers/.

Ediția e un corpus de performanțe în eminescologie: sumar inițiatic și selectiv, prin adiționare (edițiile T. Maiorescu: I, 1884; III, 1888; IV, 1889; V, 1890; VI, 1892), text canonizat ca o restitutio (titlul și textul poeziilor sunt al ediției lui Perpessicius. Opere alese, 1964, care s-a impus ca fiind cel mai apropiat text, dacă nu identic cu scrisul poetului), aparat critic complex format din reproducerea a șase note/lămuriri asupra edițiilor alcătuite/întocmite/îngrijite de Titu Maiorescu, G. Ibrăileanu, Constantin Botez, G. Călinescu, Perpessicius și Gh. Bulgăr, apoi, în fiecare glosă critică a poeziilor sunt menționate: prima apariție tipărită, perioada când a fost concepută și variantele manuscrise (după edițiile Perpessicius), comentarii adecvate (după ediția lui G. Călinescu), aparițiile (integrale/fragmentare) în presă în limba română și în alte limbi, eventualele transpuneri în muzică și, în final, lecțiunile proprii/paralele (numite impropriu emendări) la cuvintele/sintagmele/versurile poetului față de textul adjudecat lui Perpessicius, extrase din edițiile celor citați mai sus. Bibliografia ediției se compune din lista manuscriselor poetului (descrise de G. Ștrempel), lista edițiilor în limba română și în alte limbi (preluate din bibliografiile Bibliotecii Academiei Române, 1976, 1988) și contribuțiile critice la opera poetului. Indicele poeziilor după titlu/primul vers încheie ediția.
Modelul ediției este după Origene, care a realizat o ediție în paralel/sinoptică a Vechiului Testament, numită Hexapla („Înșesită”), formată din textul în limba ebraică cu litere ebraice și cu cele grecești, precum și patru traduceri în limba greacă, pentru a elimina orice vagă idee de infidelitate a cuvântului canonic biblic, prin transpunere/ transgresare/ traducere (sec.III, d.Ch.).

#### Paul Găleșanu
- Biblia gotică. Studiu lingvistic român-got. Dicționar etimologic-polisemantic. Ediție și prefață de Mircea Coloșenco. Colecția „Opere ale literaturii române”. Editura pentru Literatură Națională. București. 2002. /718 p./

Lucrarea se adresează specialiștilor, fiind atipică. Domeniul explorat de autor, Paul Găleșanu (29.02.1912-23.02.2001), doctor în limbi clasice (1940), este textul celebru got al Noului Testament, cunoscut sub numele Codex argenteus (Biblioteca Universității din Upsala-Suedia), în traducerea lui Wulfila/Ulfilas, datând din anii 350-352, păstrat în copii târzii (sec.V-VI). Studiul lingvistic este de pionerat, lansând o provocare: textul traducerii ulfiliene constituie dovada încheierii procesului de etnogeneză a limbii și a neamului român, iar dicționarul, proba acestui controversat proces.

#### Bogdan Petriceicu Hasdeu
- Protocoalele ședințelor de spiritism. Ediție alcătuită de Mircea Coloșenco și Jenica Tabacu. Prefață de Mircea Coloșenco. Traducerea textelor de Jenica Tabacu. Portretul autorului de N. Grigorescu (ulei pe pânză). Editura „Saeculum. I. O.” București, 200. /207 p.: Rezumatul comunicațiilor de la ședințele de spiritism și procesele-verbale de sigilare a aparatelor de fotografiat, 23-108; II. Textul comunicațiunilor din timpul ședințelor de spiritism, 109-162; III. Însemnări, documente, corespondență, fotografii spiritiste, 163-198; Materiale ilustrative (Colecția Muzeului Memorial B.P. Hasdeu), 199-201; Reviste spiritiste, 202; Bibliografie spiritistă (selectivă), 202-206/. Copertele I, IV, reproduc picturi de Voinescu, Vermont.

Textele sunt extrase din Arhivele Naționale și din Colecția Muzeului hasdean de la Câmpina. Urmau să facă parte din două cărți în pregătire: Ita sensum și Virtus rediviva, care trebuiau să continue pe Sic cogito (București, 1892; ed. III, 1898), una să însumeze „experimente fizice asupra Spiritismului”, iar cealaltă, „dezvoltând și demonstrând teoria reîncarnațiunii”.

#### Nicolae Labiș
- Opera poetică. Ediție alcătuită de Mircea Coloșenco. Vol.I. Versuri din colecții și publicații (1951-1956); II. Versuri apărute în volume: Primele iubiri (1956), Lupta cu inerția (1958). Colecția „Poesis”. Editura „Cartier”. Chișinău. 2005. /240+208 p./.

Ediție realizată după edițiile de autor, extrase din reviste și după manuscrise, coroborate cu edițiile apărute postum.

#### Alexandru Macedonski
- Opere. I. Versuri. Proză în limba română. Ediție alcătuită de Mircea Coloșenco. Introducere de Eugen Simion. Academia Română. Fundația Națională pentru Știință și Artă. Colecția „Opere fundamentale”. Coperta: Podalv. Editura Fundației Naționale pentru Știință și Artă. Editura Univers Enciclopedic. București. 2004. /XCVI+2159 p.: Studiu introductiv, V-LII; Cronologie, LIII-XCIV; Notă asupra ediției, XCV+XCVI; Partea întâi. Scrieri în limba română. Versuri. Volume: Prima-Verba (1872), 1-57; Poesii (1882), 59-263; Excelsior. Poesii (1895), 265-437; Flori sacre (1912), 439-481; Poema rondelurilor (1927), 483-539; Din colecții și periodice (1870-1920): Poezii, 541-1042; Sonete, 1043-1051; Epigrame, 1053-1110; Proza. Volume: Cartea de aur (1902), 1111-1287; Thalassa. Marea epopee (1916/1969), 1289-1394; Din colecții și periodice (1875-1920): Nuvele. Povestiri. Schițe, 1395-1549; Poeme în proză, 1551-1567; Note. Variante. Comentarii, 1569-2105; Indice de poezii după titlu/primul vers, 2107-2137/; II. Dramaturgie. Traduceri și adaptări în limba română. Versuri. Proză. Dramaturgie în limba franceză. /1921 p.: Dramaturgie (1876-1916, 22 titluri), 1-479; Traduceri și adaptări (Din colecții și periodice, 1876-1920): Versuri, 481-591; Proză, 593-615; Dramaturgie, 617-779; Partea a doua. Scrieri în limba franceză. Versuri (în volum): Bronzes (1897), 781-857; Din colecții și periodice, 859-915; Proză (în volum): Le calvaire de feu. Roman (1906), 917-1036; Balalaïkas. Contes Scytho-Slaves (1911), 1037-1086; Povestiri (Din colecții și periodice, 1885-1905), 1087-1109; Dramaturgie, 1111-1286; Scénario, 1287-1303; Addenda (Le fou?/ Nebunul, 1913), 1305-1387; Dedicații, 1389-1396; Note. Variante. Comentarii, 1397-1693; Bibliografie literară (selectivă, manuscrise, volume, publicații, pseudonimele poetului, referințe critice în volume și periodice) 1695-1727; Repere critice, 1728-1906; Indice de poezii după titlu/primul vers, 1907-1914/.

Ediție bibliofilă, critică, integrală a creației literare macedonskiene. Volumele de autor sunt pentru prima dată la a doua ediție, iar zeci de texte în toate genurile, fie în limba română, fie în franceză, au fost extrase din periodice. La acestea, se adaugă 30 de titluri de poezii inedite descoperite în manuscrisele poetului aflate la Biblioteca Academiei Române din București.
Ediția continuă. Următoarele volume vor conține lucrările de critică literară și publicistică, corespondența și grafica lui, contribuțiile de ordin științific și ezoteric, publicate în paginile a cca. 200 de ziare și reviste românești și străine, dar și în arhive/colecții.
Al. Macedonski a fost un competitor al lui M. Eminescu și nu un detractor, cum și în prezent este catalogat de inși superficiali sau suficienți.

#### Anton Pann
- Universul operei. Biografie esențială. Bibliografie ilustrată. Recital audio. CD-rom. 150 de ani de la moartea lui Anton Pann. Proiect de Mircea Muthu, Mircea Anghelescu, Mircea Coloșenco, Alexandru Mica. Ilustrația: Dan Mircea Cipariu. Traduceri: Ioana Năstase (l. franc.), Tatiana Nichita (l. engl.), Valentina Pop (l. germ.). Editura „Fundației Culturale Libra” (Daniela și Ion Tomescu). Ministerul Culturii și Cultelor. București. 2004

Textele au fost selectate după ediția Scrieri literare, I-III, de Radu Albala și Fischer, prefața de Paul Cornea, București; 1963; imagini de la Casa Memorială „Anton Pann” din Râmnicu Vâlcea și Biserica Lucaci din București; înregistrări audio din Fonoteca Societății Române de Radiodifuziune; înregistrări video din Arhiva Multimedia a Societății Române de Televiziune: documentar de Mihaela Macovei (1971), Aurel Felea (1982), Stanca Ciobanu-Fotino și Geo Tuică (1998); secvențe din piesa Anton Pann de Lucian Blaga, regia Cristian Munteanu (1982) și concertul de muzică bizantină, corala „Psalmodia”, dirijată de Sebastian Barbu-Bucur (1990). Bibliografia esențială de Mircea Coloșenco se compune din patru coloane sinoptice/ text interdisciplinar: Viața și opera. Istorie. Arte. Literatură. (1794/1797 – 3 nov. 1854).

#### Sorin Pavel
- Krinosis sau Treptele singurătății. Coperta: A. Damian. Foto-bust: Sorin Pavel. Coperta de A. Demian. [Eseuri, articole, manifeste, cronici, recenzii, p. 5-440]. Ediție îngrijită de Marin Diaconu. [Considerații:] Mircea Coloșenco. Sorin Pavel – inițiatorul Manifestului „Crinul Alb” (1928) și al Manifestului revoluției Naționale (1935); Anca Pavel-Mihăilescu. Pe marginea unui Manifest; Marin Diaconu. Singurătatea în viziunea lui Sorin Pavel [p. 444-446]. Editura „Crater”. București. 2001. /488 p./.

#### Victor Ion Popa
- Cătușa. Scrieri poetice și teatrale. Ediție alcătuită de Mircea și Sergiu Coloșenco. Colecția „Biblioteca Bârladul”. Coperta /și în interior/: autoportret Victor Ion Popa. 50 ani de la înființarea Teatrului de Stat „Victor Ion Popa” din Bârlad. Editura „Opera Magna”. Iași. 2005. /273 p./.

Conține: versuri (șapte titluri), comedii (5), drame (2); drama Cătușa (1926) – inedită, celelalte lucrări au fost extrase din publicații. Aparatul critic: cronologie, bibliografia operei lui Victor Ion Popa, Lista spectacolelor puse în scenă de V.I. Popa (completări la vol. lui Ștefan Cristea. Victor Ion Popa. Viața și descrierea operei, contribuții documentare. Minerva. București. 1973. /349 p./; Victor Ion Popa (p.651-682), în vol. Traian Nicola. Valori spirituale tutovene. Vol.5. M-P. Primăria Municipiului Bârlad. 2003./.

#### Liviu Rebreanu
- Pădurea spânzuraților. Cuvânt înainte de Puia Florica Rebreanu-Vasilescu. Ediție, prefață, tabel cronologic, bibliografie și repere critice de Mircea Coloșenco. Coperta: Radu Dorin Mihăescu. Addenda: Societatea Culturală „Emil Rebreanu” din Ghimeș-Palanca, județul Bacău. Colecția „Biblioteca școlară”. 32. Editura „Porto-Franco”. Galați. 1993. /235 p./.

- Nuvele. Cuvânt înainte de Puia Florica Rebreanu-Vasilescu. Antologie alcătuită și prefațată, tabel cronologic și bibliografie de Mircea Coloșenco. Coperta: Radu-Dorin Mihăescu. Colecția „Biblioteca școlară”. 33. Editura „Porto-Franco”. Galați. 1993. /153 p./.

Conține: zece nuvele.
- Ion. Cuvânt înainte de Puia Florica Rebreanu-Vasilescu. Ediția, prefața, tabel cronologic, bibliografie și repere critice de Mircea Coloșenco. Coperta: Radu-Dorin Mihăescu. Colecția „Biblioteca școlară”. 38. Editura „Porto-Franco”. Galați. 1994. /372 p./.

- Opere. Ediție alcătuită de Mircea Coloșenco și Ilderim Rebreanu. Prefață de Eugen Simion. Coperta: Podalv. I-III. Academia Română. Fundația Națională pentru Știință și Artă. Colecția „Opere fundamentale”. Editura Univers Enciclopedic. București. 2001. /I. LXXII+1319 p.: Prefața, V-XXIV; Cronologie, XXV-LXVII; Notă asupra ediției, LXX-LXXII. Ion (1920), 1-567; Pădurea spânzuraților (1922), 569-881; Adam și Eva (1925), 883-1194; Note. Variante. Comentarii, 1195-1315; //II. 1013 p.: Ciuleandra (1927), 5-147; Crăișorul Horia (1929), 149-1349; Răscoala (1932), 351-923; Note. Comentarii. Variante, 925-1009;//III. 1104 p.: Jar (1934), 5-244; Gorila (1938), 245-694; Amândoi (1940), 695-894; Note. Comentarii. Variante, 895-972; Repere critice, 973-1074; Bibliografie (selectivă), 1075-1101./.

Ediție critică și bibliofilă a celor nouă romane ale lui Liviu Rebreanu (Târlișua, j. Bistrița-Năsăud, 27 noiembrie 1885 – 1 septembrie 1944, Valea Mare, j. Argeș, răpus de cancer pulmonar).
- Crăișorul. Prefață: Mircea Coloșenco. Tabel cronologic: Ilderim Rebreanu. Coperta: Bogdan Munteanu. Ilustrația de pe copertă: Paul Hogarth. Desen. Editura „Liviu Rebreanu”. București, 2004. /160 p./.

- Jar. Prefață: Mircea Coloșenco. Tabel cronologic: Ilderim Rebreanu. Coperta: Bogdan Munteanu. Ilustrația de pe copertă: Bourdelle. Desen. Editura „Liviu Rebreanu”. București. 2004. /191 p./.

- Amândoi. Prefață: Mircea Coloșenco. Tabel cronologic: Ilderim Rebreanu. Coperta: Bogdan Munteanu. Ilustrația de pe copertă: Bourdelle. Desen. Editura „Liviu Rebreanu”. București. 2004. /175 p./.

#### Nichita Stănescu
- Opere. Ediție alcătuită de Mircea Coloșenco. Prefață de Eugen Simion. Coperta: Podlav. I-III (2002), IV-V (2003), VI (2005). Academia Română. Fundația Națională pentru Știință și Artă. Colecția „Opere fundamentale”. Editura Univers Enciclopedic. Editura Academiei Române. Editura Fundației Naționale pentru Știință și Artă. București. 2002, 2003, 2005. /I. Versuri: XCVI+1647 p.; II. Versuri: 1539 p.; III. Versuri: 1358 p.; IV. Proză. Traduceri: IX + 1262 p.; V. Publicistică. Corespondență. Grafică: 1640 p.; VI. Versuri. Proză. Interviuri. Traduceri: 681 p./.

Ediție bibliofilă și critică de cca. 8200 p., din care: textul poetului este de 6360 p., iar aparatul critic (prefață, cronologie, note, comentarii, variante, repere critice, iconografie, indici etc.), de peste 1800 p., în care a fost conservată in nuce structura/arhitectura de autor, în ceea ce privește creația orânduită de N.S. în cele peste douăzeci de volume/ediții de sine stătătoare (versuri și proză între 1960-1982) alcătuite de el, a care se alătură prin completitudine propriile selecții/antologii (Alfa, 1967; Poezii, 1970; Clar de inimă, 1973; Starea poeziei, 1975). S-a procedat la fel și în cazul celor zece ediții (albume, cărți) întocmite de prieteni/cunoștințe, după 1983, cu textele altele decât cele tipărite de poet. La acestea, au mai fost adăugate aproape șapte sute de poezii abandonate de N.S. în publicațiile timpului, altele cca. două sute de inedite, precum și proza artistică și publicistică (peste o sută de interviuri). Nu au fost fructificate participările sale, în totalitate, de la Televiziunea Română.
- Opera poetică. Ediție alcătuită de Mircea Coloșenco. I-II. Colecția „Poesis”. Editura Cartier. Chișinău. 2005. /256+256 p./.

Selecție făcută de Pavel Balmuș după primele trei volume din ediția academică apărută la Editura Univers Enciclopedic (2002).

#### Carmen Sylva
- Poveștile Peleșului. Postfață de Mircea Coloșenco. Coperta de Done Stan. Coperta IV: portretul Reginei-scriitoare. Editura Saeculum I. O. București. 2000. /159 p./.

Conține o poezie și povestiri/legende, în traducere din l. germ.

#### Pamfil Șeicaru
- Scrisori din exil. 1968-1978. În anexă: documente din arhiva S.R.I. Ediție și prefață de Mircea Coloșenco. Text stabilit de Sergiu Coloșenco. Coperta: Dan Stanciu (include foto-portretul autorului). Editura Elion. București. 2001. /359 p./. Seria „Document”.

Conține 268 de scrisori expediate unui unic adresant: Dr. Maria Ciorănescu din București, sora lui Nicolae, Alexandru, Gheorghe, Ecaterina Ciorănescu, o adevărată dinastie de intelectuali, precum și, în anexe, sentințele de condamnare la moarte (1945) și de reabilitare post-mortem ale lui Pamfil Șeicaru (1995), actul de donație Patriarhiei Române a Mănăstirii Sf. Ana din Orșova (1975).
- Politica aistorică a României. Eseuri și medalioane. Cu un Portret literar de Cezar Petrescu. Ediție și prefață de Mircea Coloșenco. Coperta: Dan Stanciu (include foto-portretul autorului). Seria „Document”. Editura Elion. București. 2002. /291 p./.

Conține patru eseuri și trei medalioane (A.C. Cuza, C. Stere, Nicolae Iorga), toate scrise în exil. Coperta a IV-a: o scrisoare a lui Miron Cristea, Patriarhul României, adresată lui Pamfil Șeicaru, la 7 ianuarie 1939 (facsimil).
- Balcanizare asasină. De la naționalism la extremism. Ediție și prefață de Mircea și Sergiu Coloșenco. Seria „Document”. Editura Elion. București. 2004. /231 p./.

Conține articole extrase din ziarul „Curentul” (1929-1940).

#### George Topârceanu
- Versuri și proză. Antologie alcătuită și prefațată, tabel cronologic și bibliografie de Mircea Coloșenco. Coperta: Radu-Dorin Mihăescu. Colecția „Biblioteca școlară”. 8. Editura „Porto-Franco”. Galați. Muzeul Literaturii Române. București. 1991. /180 p./.

#### George Tutoveanu
- Albastru. Poezii alese. Ediție și prefață de Mircea și Sergiu Coloșenco. Bibliografie de Al. Tutoveanu și C.D. Zeletin. Volum apărut sub egida Academiei Bârlădene. Editura Sfera. Bârlad. 2003. /204 p./.

#### Petre Țuțea
- Lumea ca teatru. Teatrul seminar. Prefață, text stabilit și aparat critic de Mircea Coloșenco. Coperta de Done Stan. Editura Vestala. Editura Alutus. București. 1993. /XXVII+548 p./.

Cuprinde piesa Întâmplări obișnuite /p.10-104/ și studiile: Polurile teatrului seminar (Bios, Eros) /p.105-336/, Stilul teatrului seminar /p.337-522/, studiul Polurile..., fiind conceput de autor sub formă de dialog. Bibliografia a fost extrasă din textul studiilor, iar edițiile operei, referințele critice și sursele biografice atașate ulterior /p.523-548/.
- Filosofia nuanțelor. Eseuri. Profiluri. Corespondență. Antologie, prefață și aparat critic de Mircea Coloșenco. Texte stabilite de Sergiu Coloșenco. Postfață de Sorin Pavel. Editura Timpul. Iași. 1995. /352 p./.

- Ieftinirea vieții. Medalioane de antropologie economic. Prefață și text stabilit de Mircea Coloșenco. Editura Elion. București. 2000. /112 p./.

- Reformă națională și cooperare. Prefață și stabilire de text de Mircea Coloșenco. Postfață de Mihai Șora. Editura Elion. București. 2001. /255 p./.

- Anarhie și disciplina forței. Prefață și ediție de Mircea Coloșenco. Coperta: Dan Stanciu. Editura Elion. București. 2002. /XIII+225 p./.

#### Altele
- Alexandru Vlahuță, Iubire. Versuri și proză. Antologie și prefață de Mircea și Sergiu Coloșenco. Volum apărut sub egida Academiei Bârlădene. Editura Sfera. 2004. Bârlad. /111 p./.

- ***, Conferința (secretă) a Uniunii Scriitorilor din iulie 1955. Ediție alcătuită de Mircea Coloșenco. Cuvânt înainte de Pavel Țugui. Editura Vremea. București, 2006. /456 p./.